# Анатолиј Ивановић
Анатолиј Ивановић је српски публициста и издавач, оснивач Народне просвете.

## Биографија
Рођен је 30. новембра 1897. године у Ростову, у аристократској јеврејској породици. Његов отац Иван је био истакнути индустријалац, издавач и штампар, које убијен од стране бољшевика током Октобарске револуције. Након тога, 1918. године он и његов брат са групом "белих" Руса емигрирали су у Србију.
Одмах по доласку у Србију, упознао је и убрзо оженио Крунославу Шешевић, у Сомбору 1922. године. Желећи да се што више приближи Србима, изоставио из својих генералија јеврејско презиме Прицкер. Задржао је само средње по имену оца. Убрзо уз помоћ двојице руских професора почиње са преводом и издавањем руских класика у Србији. Као власник издавачке куће "Национално образовање", објавио је дела Томаса Мана, Балзака, Достојевског (превела Десанка Максимовић), Чехова, Тургењева и др. руских и светских класика, као и сабрана дела педесетак српских писаца.
У издавачком одбору ове библиотеке били су: проф. Др Владимир Ћоровић, др Павла Стевановић, Јеремија Живановић, бивши ректор Учитељског факултета, Урош Џонић - шеф Универзитетске библиотеке и Стеван Јелача - професор книжевности Треће београдске гимназије. Уредници неких издања су били Јован Дучић и Драгиша Васић. Он је сваком издавачком одбору неке од својих едиција, установио места председника и секретара.
Дела "Библиотека српских писаца" штампана су у великом тиражу. Ивановић је међутим имао посла са судом, неколико пута због наводног кршења ауторског права. Био је тужен (али не и кажњаван) због незаконитог објављивања дела Светолика Ранковића и Тургењева. На Обилићевом венцу,на броју пет, саградио је своју штампарију. У овој згради је данас Завод за уџбенике.
Издавао је илустровани недељник под називом "Панорама", и недељне информативне новине "Хроника". "Хроника" све до уласка Немаца 1941. године у Београд. У својим издањима ангажовао је и Исидору Секулић, Милана Кашанина и професора Јована Максимовића. Његов мали дневни лист "Штампа", конкурисао је на разне начине, озбиљној београдској "Правди".
Објавио је радове 11 руских емиграната, који су постали чланови САНУ, захваљујући његовој помоћи се афирмисали се, и оставили неизбрисив траг у српској култури и уметности. Био члан управе Југословенског савеза издавача и књижара, те београдски масон.
Ивановић се уз своју делатност бавио хуманитарним радом, помажући појединце и установе. Његовом финансијском помоћи, прилогом од 20.000 динара завршено је 1938. године грађење основне школе у шумадијском селу Пећану. Успешном применом тржишног пословања у издаваштву, радећи са популарним књижевним едицијама, стекао је велико богатство. Једна од његових некретнина била је фабрика картона "Лепенка". Током Нацистичке окупације одузет му је већи део имовине; још горе је прошао по завршетку рата.
Године 1946. напушта Србију, након што је од стране комунистичких власти проглашен ратним профитером и одузета му сва имовина. Неко време је живео у Паризу, а затим у Бразилу, где је умро 1954. године.
Анатолиј је као млад руски емигрант у Србији основао издавачко предузеће „Народну просвету”, па потом часописе „Панораму” и „Хронику”, Фабрику папира, картона и лепенке на Умци, предузеће „Дрвопродукт”. Саградио је на Обилићевом венцу и најсавременију штампарију у Европи у то доба 